# Mehrstetten
Mehrstetten – miejscowość i gmina w Niemczech, w kraju związkowym Badenia-Wirtembergia, w rejencji Tybinga, w regionie Neckar-Alb, w powiecie Reutlingen, wchodzi w skład wspólnoty administracyjnej Münsingen. Leży w Jurze Szwabskiej, ok. 30 km na południowy wschód od Reutlingen.